# Schizopora
Schizopora Velen (drewniczka) – rodzaj grzybów z rodziny drewniczkowatych (Schizoporaceae). W Polsce występują 2 lub 3 gatunki (w zależności od ujęcia taksonomicznego).

## Charakterystyka
Grzyby kortycjoidalne o owocniku jednorocznym lub wieloletnim, rozpostartym do siedzącego, o wąskim, owłosionym brzegu. Hymenofor poroidalny, powierzchnia porów i kontekst o barwie od białej do kremowej, pory początkowo okrągłe do kanciastych, potem nieregularnie postrzępione, podobne do zębów, często różnej długości i częściowo spłaszczone. System strzępkowy dimityczny, wszystkie strzępki generatywne wąskie do szerokich, cienkie do średnio grubościennych z wyraźnymi sprzążkami, strzępki szkieletowe słabo reprezentowane i przeważnie jako bardzo długie pseudocystydy. Cystyd brak, ale w hymenium są szydłowate lub butelkowe cystydiole, tej samej wysokości co hymenium lub częściowo wystające. Podstawki maczugowate lub nieregularne, 4-sterygmowe ze sprzążką u podstawy. Bazydiospory szeroko elipsoidalne, szkliste, cienkościenne, gładkie, nieamyloidalne.
Schizopora jest blisko spokrewniona z rodzajem Xylodon, różni się od niego głównie poroidalnym hymenoforem.

## Systematyka i nazewnictwo
Pozycja w klasyfikacji według Index Fungorum: Schizoporaceae, Hymenochaetales, Incertae sedis, Agaricomycetes, Agaricomycotina, Basidiomycota, Fungi.
Polską nazwę nadali Barbara Gumińska i Władysław Wojewoda w 1983 r.
Gatunki
- Schizopora archeri (Berk.) Nakasone 2012
- Schizopora paradoxa (Schrad.) Donk 1967 – drewniczka różnopora

Nazwy naukowe na podstawie Index Fungorum. Nazwy polskie według B. Gumińskiej i W. Wojewody.